# Phyllolabis tjederi
Phyllolabis tjederi là một loài ruồi trong họ Limoniidae. Chúng phân bố ở miền Cổ bắc.